# Спокойный (вулкан)
Спокойный (вулкан Кутина) — потухший стратовулкан в центральной части Срединного хребта на полуострове Камчатка, Россия.
Вулкан расположен, в отрогах Срединного хребта на водоразделе рек Левая Начики и Кутина. Вместе с вулканом Острым образует водораздельный участок междуречья рек Кахтаны и Левой Начики.
Форма вулкана представляет собой пологий конус. В географическом плане вулканическое сооружение имеет вытянутую в широтном направлении форму с осями 5 × 16 км, площадь — 90 км², объем изверженного материала 36 км³. Абсолютная высота — 2170 м, относительная — около 1200 м.
Вулкан сложен лавовыми потоками и пирокластическим материалом. Вершинная часть вулкана сильно разрушена эрозией, кратер не сохранился. Начало деятельность вулкана относится к верхнечетвертичному периоду, заключительные — в современное (голоценовое) время. Последнее из пяти идентифицированных извержений данного вулкана произошло ~5,4 тыс. лет назад.
Вулкан входит в группу северного вулканического района, срединного вулканического пояса.